# Камалія
Ната́ля Ві́кторівна Захур (до шлюбу Шмаренкова; сценічний псевдонім Кама́лія або Kamaliya; нар. 18 травня 1977, Степ, Читинська область, РСФСР) — українська співачка, заслужена артистка України, переможниця 14-го конкурсу краси «Місис Світу». Учасниця Євромайдану.

## Життєпис
Наталія Вікторівна Шмаренкова народилась 18 травня 1977 року в Забайкаллі Читинської області РСФСР у сім'ї військовослужбовця. Коли їй виповнилося 3 роки, сім'я переїхала до Будапешту у зв'язку з роботою батька. Там Наталя почала танцювати та співати у дитячому вокально-хореографічному ансамблі «Дзвіночок» і дитячому хорі.
Пізніше сім'ю направили до Львова, де Наталя вчилася грати на скрипці та оперному співу. В школі брала участь у багатьох концертах і постановках. Згодом її запросили співати в українському вокальному ансамблі «Галицька перлина».

## Кар'єра і творчість

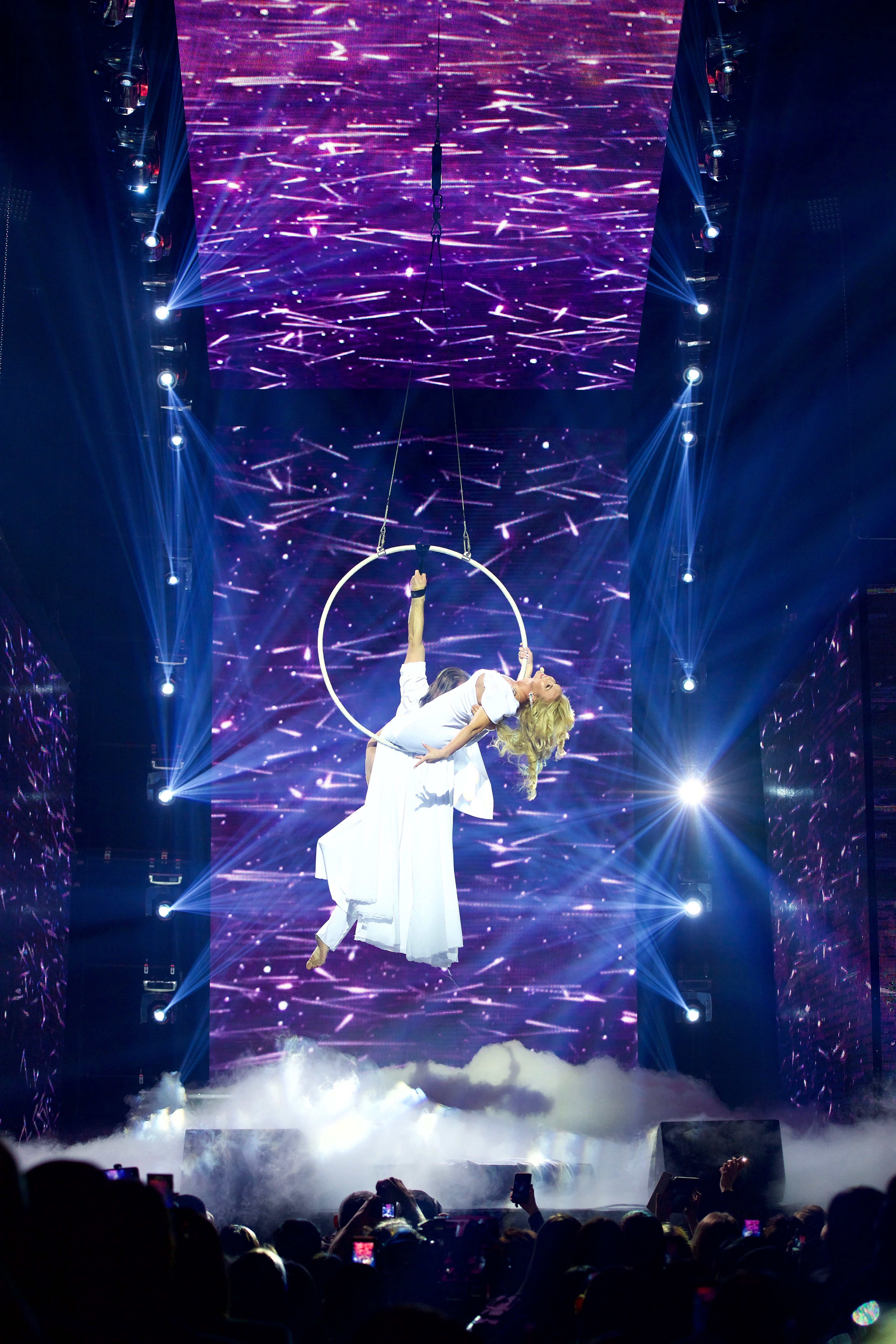
Виступ на премії «YUNA-2018»

1993 — лауреатка фестивалю «Червона Рута» в Україні, пізніше виграла вокальний конкурс «Телешанс-зірки» у Москві.
1997 року записала перший кліп «У стилі техно». 1997 року закінчує Київський державний коледж естрадного та циркового мистецтв за спеціальністю «Естрадний вокал та артист естради», отримала запрошення на гастролі до Польщі, де співала пів року.
1996 — призерка конкурсу «Море друзів — Ялта-96». Починає виступати самостійно.
Впродовж 1999—2000 років написала більше 50 пісень і працювала над альбомом «З любов'ю, Камалія».
1999 року пісня «Люблю тебе»  була визнана переможницею фестивалю Пісня року.
2002 року закінчує Національний університет культури та мистецтв за спеціальністю «Акторська майстерність і режисура».
2003 року заснувала шоу-центр «Камалія», що займається не лише її продюсуванням, але й проведенням гала-концертів, шоу-програм за участю українських, російських і інших закордонних зірок.
2004 року отримала звання заслуженої артистки України.

### Конкурси краси
2003 року перемогла на конкурсі краси «Міс Південь України» та «Міс Open — Одеса».
2008 року перемогла на конкурсі краси «Місис світу 2008» у Калінінграді (Росія).

## Музика
2011 року стала учасницею Міжнародного музичного фестивалю в Ялті «Крим Мюзік Фест» під художнім керівництвом Алли Пугачової. Також у грудні цього року Камалія разом із британською музичною продакшн-студією «Digital Dog» випустила свій дебютний сингл у Великій Британії «Crazy In My Heart».
У лютому 2012 року вийшов британський сингл «Rising UP», що містив мікси британського танцювального ансамблю «Cahill» і американської продакшн-студії «Soulseekerz». Поль Бойд зняв кліп на цю пісню в Маямі на віллі, де знімали телесеріал «CSI: Miami» [Архівовано 22 серпня 2018 у Wayback Machine.].
2012 року брала участь у турі відновлення британської групи «Steps» у Великій Британії, що зійшлося з випуском її 3-го сингла «Arrhythmia».
2012 року вийшов дебютний англомовний альбом «Kamaliya», а також сингл «Rising Up» і кліп на цю пісню, яка встигла зайняти 6-те місце у британських денс-хітпарадах.
2013 року записує новий альбом «ClubOpera» разом із німецьким композитором Уве-Фаренкрогом Петерсеном. Із цього альбому вийшли 4 сингли: «Butterflies» (2012), «I'm Alive» (2013), «Love Me Like» (2013), «Never Wanna Hurt You (Bad Love, Baby)» (2013).
2015 року разом з Хосе Каррерасом записали разом сингл для концерту співака у Брауншвейзі (Німеччина).
2016 року записала свій перший сингл «Timeless» із нового альбому «Timeless». Протягом 8 тижнів пісня зайняла перші позиції австрійських і голландських чартів, а також ввійшла в топ 15 німецьких і швейцарських чартів.
У січні 2017 року вийшла ще одна пісня, написана Уве-Фаренкрогом Петерсеном «Aphrodite», що зайняла 2-ге місце в німецьких та іспанських офіційних чартах, австрійських та турецьких iTunes чартах.
2017 року записала кавер-версію хіта Сананди Майтреї (раніше відомого як Теренс Трент Д'Арбі) «Sign Your Name», з продюсером Стюартом Еппсом випустила сингл, що став хітом в Італії.
2017 року вийшов альбом «Timeless». Пісні «Make Me Feel» та «On My List» стали популярними в Європі, а «Make Me Feel» зайняла перші позиції в Ірландії.
2018 року отримала «Золотий диск» в Австрії за пісні «I'm alive» і «Timeless».

## Благодійність
Почала благодійну діяльність у 16 років, виступаючи у дитячих будинках. 2005 року взяла участь у «Всеукраїнському благодійному турі», щоб підтримати дітей, хворих на СНІД.
2006 року взяла участь у Всесвітньому фестивалі в Лахорі (Пакистан).
2007 року виступила з сольним концертом як Посол доброї волі від Пакистана на Міжнародному Конгресі з надзвичайних ситуацій.
У лютому 2012 року під час свого промотура у Великій Британії Камалія підтримала щорічний благодійний вечір захисту тварин, проведений організацією «World Animal Protection».
2014 року заснувала благодійний фонд Kamaliya & Mohammad Zahoor Charitable Foundation для підтримки дітей-сиріт, дітей-інвалідів. Щорічно фонд проводить благодійні вечори для збору коштів на потреби дітей.
2017 року під час благодійного вечора «4th St. Nicholas Charity Night» було зібрано $50,000 на придбання нового обладнання для «Центру дитячої кардіології та кардіохірургії» у Києві.

## Дискографія

### Студійні альбоми
| Назва                 | Деталі                                                                        | Чарт |
| Назва                 | Деталі                                                                        | AT   |
| --------------------- | ----------------------------------------------------------------------------- | ---- |
| Стиль техно           | - Дата: 22 липня 1997 - Формат: Компакт-касета                                |      |
| От заката до рассвета | - Дата: 2006 - Лейбл: Moon - Формат: CD, DVD                                  |      |
| From dusk till down   | - Дата: 23 листопада 2010 - Лейбл: World Media Alliance - Формат: CD, Digital |      |
| Kamaliya              | - Дата: 28 лютого 2013 - Лейбл: Embassy of music - Формат: CD, Digital        |      |
| Камалия               | - Дата: 5 березня 2013 - Лейбл: Embassy of music - Формат: CD, Digital        |      |
| Club opera            | - Дата: 19 листопада 2013 - Лейбл: TanArm Music - Формат: CD, DVD, Digital    | 8    |
| Timeless              | - Дата: 26 липня 2017 - Лейбл: TanArm Music - Формат: CD, Digital             |      |

### Концертні альбоми
| Назва               | Деталі                                                                     |
| ------------------- | -------------------------------------------------------------------------- |
| From dusk till down | - Дата: 20 жовтня 2010 - Лейбл: World Media Alliance - Формат: CD, Digital |

### Сингли
| Рік  | Пісня                                         | Найвища позиція в чарті | Найвища позиція в чарті | Найвища позиція в чарті | Найвища позиція в чарті | Найвища позиція в чарті | Найвища позиція в чарті | Найвища позиція в чарті | Найвища позиція в чарті | Найвища позиція в чарті | Сертифікація   | Альбом            |
| Рік  | Пісня                                         | UA                      | AT                      | CH                      | DE                      | ES                      | IE                      | NL                      | SC                      | UK                      | Сертифікація   | Альбом            |
| ---- | --------------------------------------------- | ----------------------- | ----------------------- | ----------------------- | ----------------------- | ----------------------- | ----------------------- | ----------------------- | ----------------------- | ----------------------- | -------------- | ----------------- |
| 2010 | «Игра с огнём» (за участю Філіпа Кіркорова)   |                         |                         |                         |                         |                         |                         |                         |                         |                         |                | Камалия           |
| 2010 | «Waiting»                                     |                         |                         |                         |                         |                         |                         |                         |                         |                         |                | Сингл без альбому |
| 2011 | «Send me down an angel»                       |                         |                         |                         |                         |                         |                         |                         |                         |                         |                | Сингл без альбому |
| 2011 | «Rising up»                                   |                         |                         |                         |                         |                         |                         |                         |                         | 6                       |                | Kamaliya          |
| 2011 | «Faking»                                      |                         |                         |                         |                         |                         |                         |                         |                         |                         |                | Сингл без альбому |
| 2011 | «Crazy in my heart»                           |                         |                         |                         |                         |                         |                         |                         |                         | 13                      |                | Kamaliya          |
| 2011 | «Arrhythmia»                                  |                         |                         |                         |                         |                         |                         |                         |                         | 8                       |                | Kamaliya          |
| 2012 | «Never wanna hurt you»                        |                         |                         |                         |                         |                         |                         |                         |                         | 1                       |                | Club opera        |
| 2012 | «No ordinary love» (за участю Томаса Андерса) |                         |                         |                         |                         |                         |                         |                         |                         |                         |                | Сингл без альбому |
| 2012 | «Butterflies»                                 |                         |                         |                         |                         |                         |                         |                         |                         | 1                       |                | Club opera        |
| 2013 | «I'm alive»                                   |                         | 3                       | 72                      | 55                      |                         |                         |                         |                         | 2                       | - AUT: Золотий | Club opera        |
| 2013 | «Love me like»                                |                         |                         |                         |                         |                         |                         |                         |                         | 5                       |                | Club opera        |
| 2016 | «Timeless»                                    |                         | 7                       |                         |                         |                         |                         | 95                      | 30                      |                         | - AUT: Золотий | Timeless          |
| 2017 | «Aphrodite»                                   |                         |                         |                         |                         | 55                      |                         |                         | 15                      |                         |                | Timeless          |
| 2017 | «Sign your name»                              |                         |                         |                         |                         |                         |                         |                         |                         |                         |                | Сингл без альбому |
| 2017 | «Make me feel»                                |                         |                         |                         |                         |                         |                         |                         | 20                      |                         |                | Timeless          |
| 2017 | «Wild child»                                  |                         |                         |                         |                         |                         |                         |                         | 9                       |                         |                | Timeless          |
| 2017 | «Legend» (за участю Anne Judith Stokke Wik)   |                         |                         |                         |                         |                         | 90                      |                         | 11                      |                         |                | Timeless          |
| 2017 | «Who's gonna love you tinight»                |                         |                         |                         |                         |                         |                         |                         | 14                      |                         |                | Club opera        |
| 2018 | «Ріки кохання»                                |                         |                         |                         |                         |                         |                         |                         |                         |                         |                | Сингл без альбому |
| 2018 | «Fumes»                                       |                         |                         |                         |                         |                         |                         |                         | 36                      |                         |                | Timeless          |
| 2018 | «Самба тропікана»                             |                         |                         |                         |                         |                         |                         |                         |                         |                         |                | Сингл без альбому |
| 2019 | «Вільна»                                      |                         |                         |                         |                         |                         |                         |                         |                         |                         |                | Сингл без альбому |
| 2019 | «Наше літо» (за участю Rico Macho)            | 40                      |                         |                         |                         |                         |                         |                         |                         |                         |                | Сингл без альбому |
| 2019 | «Доню, не плач»                               |                         |                         |                         |                         |                         |                         |                         |                         |                         |                | Сингл без альбому |
| 2019 | «Freedom»                                     |                         |                         |                         |                         |                         |                         |                         |                         |                         |                | Сингл без альбому |
| 2019 | «На різдво»                                   |                         |                         |                         |                         |                         |                         |                         |                         |                         |                | Сингл без альбому |
| 2020 | «Bésame mucho»                                |                         |                         |                         |                         |                         |                         |                         |                         |                         |                | Сингл без альбому |
| 2020 | «Кофе»                                        |                         |                         |                         |                         |                         |                         |                         |                         |                         |                | Сингл без альбому |
| 2021 | «Танцую»                                      |                         |                         |                         |                         |                         |                         |                         |                         |                         |                | Сингл без альбому |

## Музичні відео
| Рік  | Назва                                         | Режисер                           |
| ---- | --------------------------------------------- | --------------------------------- |
| 1997 | «В стиле техно»                               | Наталія Шмаренкова                |
|      | «Пока нет лета»                               | О. Гордєєв                        |
|      | «Ангел снов»                                  | Максим Паперник                   |
| 2005 | «От заката до рассвета»                       | В. Андріюк, Олександр Філатович   |
| 2005 | «Зонтик»                                      | Олександр Філатович               |
| 2005 | «Год были вдвоем»                             | Олександр Філатович               |
| 2006 | «Метель»                                      | Юрій Морозов                      |
| 2006 | «Таке ніжне почуття»                          | Любомир Левицький                 |
| 2007 | «Ты просто привычка»                          | Юрій Морозов                      |
| 2007 | «Скорый поезд»                                | Юрій Морозов                      |
| 2007 | «Воом Воом»                                   | Володимир Якименко, Антон Комяхов |
| 2008 | «Ближе»                                       | Іван Семенець                     |
| 2011 | «Игра с огнём» (з Філіпом Кіркоровим)         | Andy Soup                         |
| 2011 | «Близко»                                      | Габріела Черняк                   |
| 2011 | «Crazy in My Heart» (англ.)(рос.)             | Andy Soup                         |
| 2012 | «Rising Up»                                   | Paul Boyd                         |
| 2012 | «No Ordinary Love» (з Томасом Андерсом)       | Patrick Kiely                     |
| 2012 | «Arrhythmia»                                  | Katy Most                         |
| 2012 | «Butterflies»                                 | Oliver Sommer                     |
| 2013 | «I'm Alive»                                   | Oliver Sommer                     |
| 2013 | «Love Me Like»                                | Ben Luti                          |
| 2014 | «Never Wanna Hurt You»                        | Oliver Sommer                     |
| 2016 | «Timeless»                                    | Олег Пилипенко                    |
| 2017 | «Aphrodite»                                   | Bastien François                  |
| 2017 | «Timeless» (Dutch Version)                    | Олег Пилипенко                    |
| 2017 | «Never Wanna Hurt You (Bad Love, Baby)»       | Oliver Sommer                     |
| 2017 | «Who's Gonna Love You Tonight»                |                                   |
| 2017 | «Sign Your Name» feat. Anne Judith Stokke Wik |                                   |
| 2018 | «Ріки кохання» (Timeless) (Ukrainian version) |                                   |

## Фільмографія

### Кіно

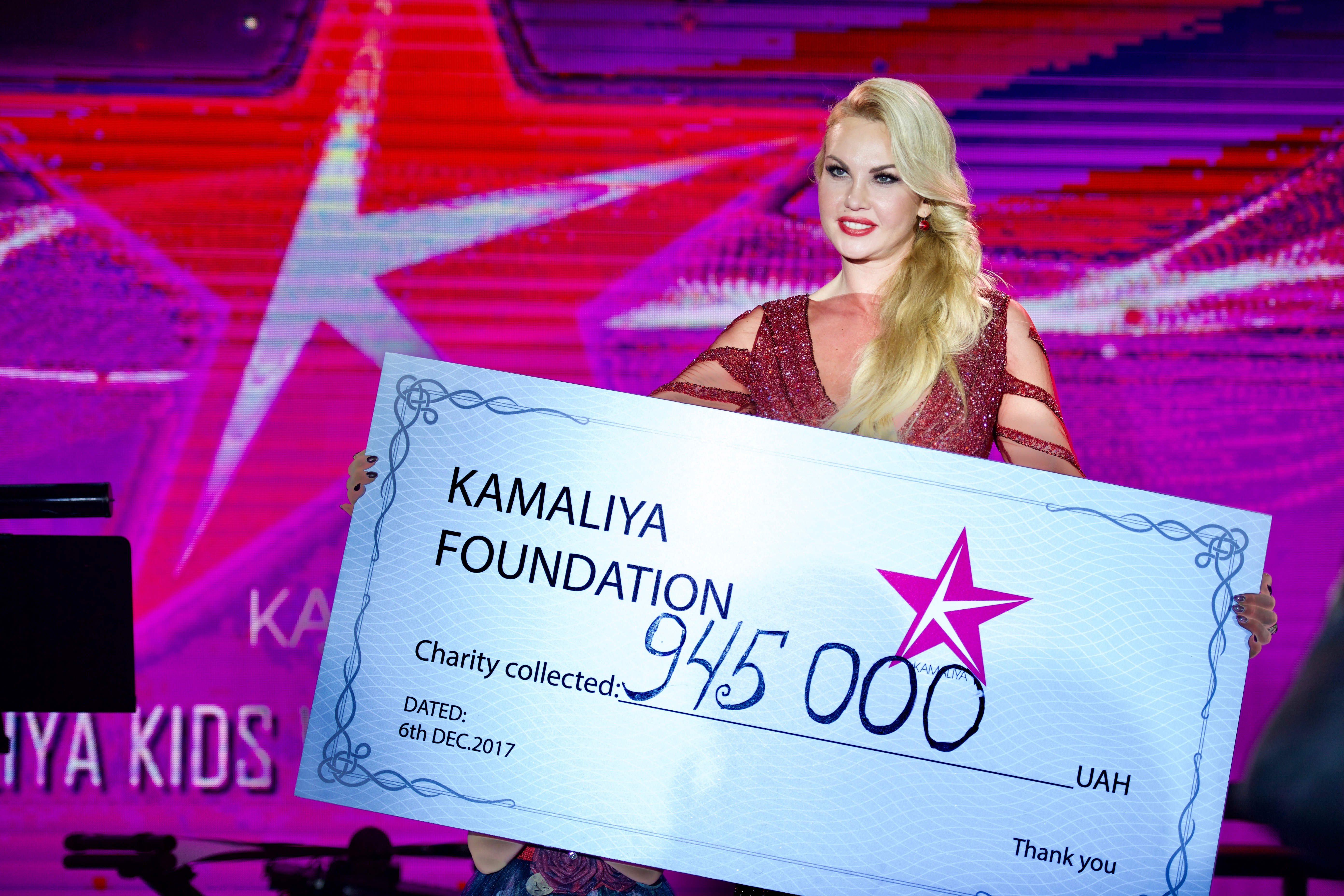
На благодійному вечорі The 4th St.Nicholas Charity Night, 2018

| Рік  | Українська назва | Оригінальна назва | Роль     | Дж. |
| ---- | ---------------- | ----------------- | -------- | --- |
| 2010 | Дамський гамбіт  | Дамский гамбит    |          |     |
| 2011 | Мільйон до неба  | Миллион до неба   | Лариса   |     |
| 2012 | Мантера          | Mantera           | Наталія  |     |
| 2013 | Мертвий офіцер   | Officer Down      | Катерина |     |
| 2015 | Зима у вогні     | Зима у вогні      | камео    |     |

### Телебачення
| Рік  | Українська назва               | Оригінальна назва              | Роль             | Нотатки               | Дж.           |
| ---- | ------------------------------ | ------------------------------ | ---------------- | --------------------- | ------------- |
| 2009 | Чоловік моєї вдови             | Муж моей вдовы                 | Анна Кастанді    | телефільм             |               |
| 2012 | Багаті теж плачуть             | Багаті теж плачуть             | камео            | реаліті-шоу «1+1»     | [ 27 ]        |
| 2013 | І батьки, і діти               | И отцы, и дети                 | Соня Курбанова   | серіал                |               |
| 2013 | Багаті теж плачуть. Рік потому | Багаті теж плачуть. Рік потому | камео            | реаліті-шоу «1+1»     | [ 27 ]        |
| 2013 |                                | Meet the Russians              | камео            | реаліті-шоу «FOX»     | [ 28 ] [ 29 ] |
| 2013 | Ефект Богарне                  | Эффект Богарне                 | Марія Миколаївна | серіал                |               |
| 2017 | Танці з зірками                | Танці з зірками                | камео            | танцювальне шоу «1+1» |               |
| 2017 |                                | What About Love                | камео            | телефільм             | [ 30 ]        |

## Нагороди і відзнаки
2004: почесне звання «Заслуженої артистки України».
2006: всеукраїнська премія «Жінка III тисячоліття» у категорії «Перспектива III тисячоліття».
2008:
- спеціальна премія «Місія доброї волі» загальнонаціональної програми «Людина року — 2007»[32].
- титул «Місис Світу — 2008»[33].

2010: премія «Зіркове SOLO» загальнонаціональної програми «Людина року — 2010».

## Сім'я

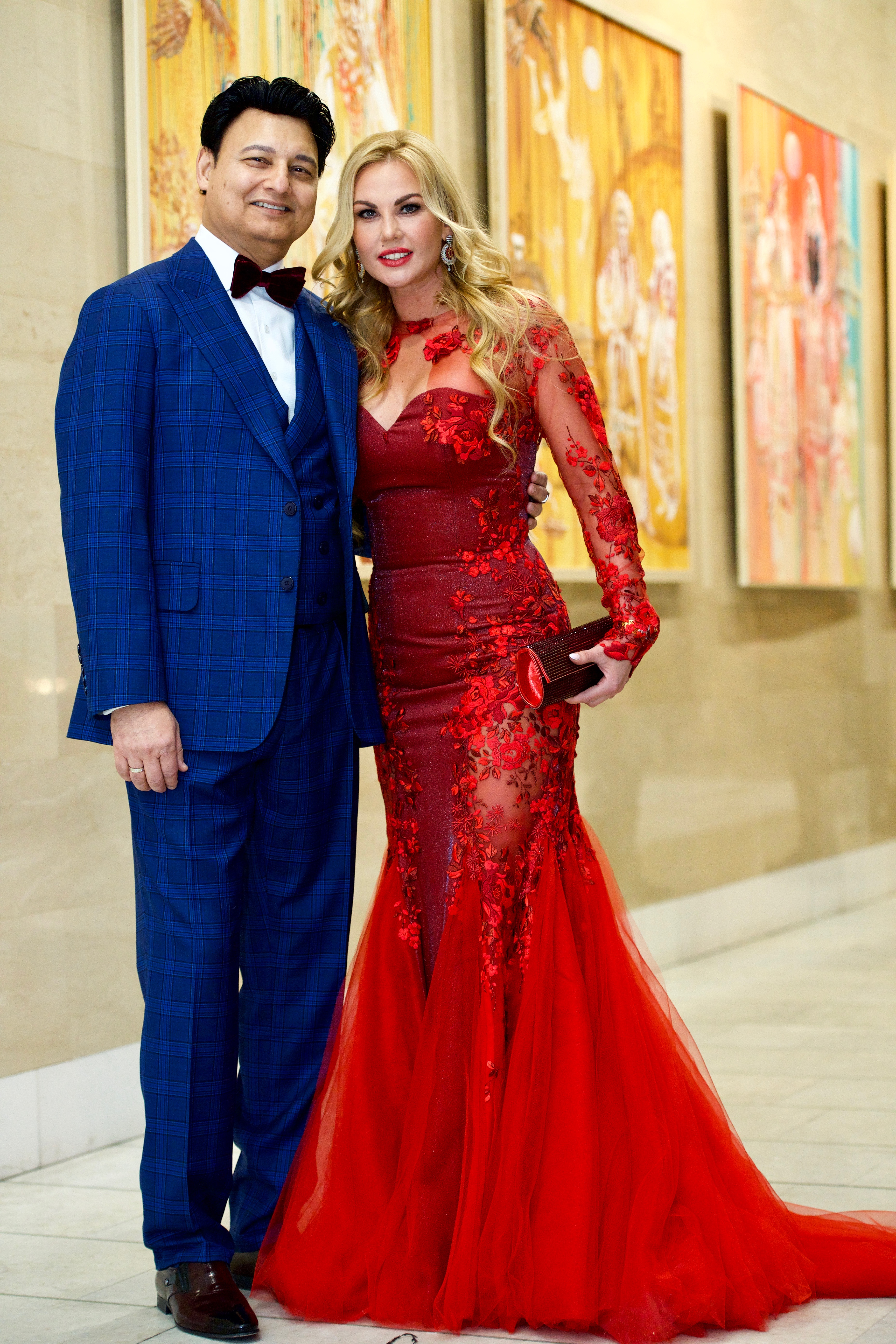
Камалія з чоловіком Мохаммадом 2018 року.

2003-2023 — чоловік, британсько-український мільйонер пакистанського походження Мохаммад Захур.
У вересні 2013 року народила двійню — доньок Арабеллу та Мірабеллу.